# 산포티토산니티코
산포티토산니티코(이탈리아어: San Potito Sannitico)는 이탈리아 캄파니아주 카세르타도에 있는 코무네이다. 나폴리로부터는 북쪽으로 60km 카세르타에선 북쪽으로 30km 거리에 있다.